# Comuna Topciîne, Mahdalînivka
Topciîne (în ucraineană Топчине) este o comună în raionul Mahdalînivka, regiunea Dnipropetrovsk, Ucraina, formată din satele Tarasivka și Topciîne (reședința).

## Demografie
Componența lingvistică a satului Topciîne
     Ucraineană (96,38%)
     Rusă (3,09%)
     Alte limbi (0,53%)
Conform recensământului din 2001, majoritatea populației satului Topciîne era vorbitoare de ucraineană (96,38%), existând în minoritate și vorbitori de rusă (3,09%).